# NGC 20
NGC 20, även kallad NGC 6, är en linsformad galax i stjärnbilden Andromeda. Den upptäcktes av William Parsons den 18 september 1857. Senare upptäcktes den oberoende av Lewis A. Swift den 20 september 1885, varför den fick två skilda beteckningar, NGC 6 och NGC 20.